# Jaromír Císař (advokát)

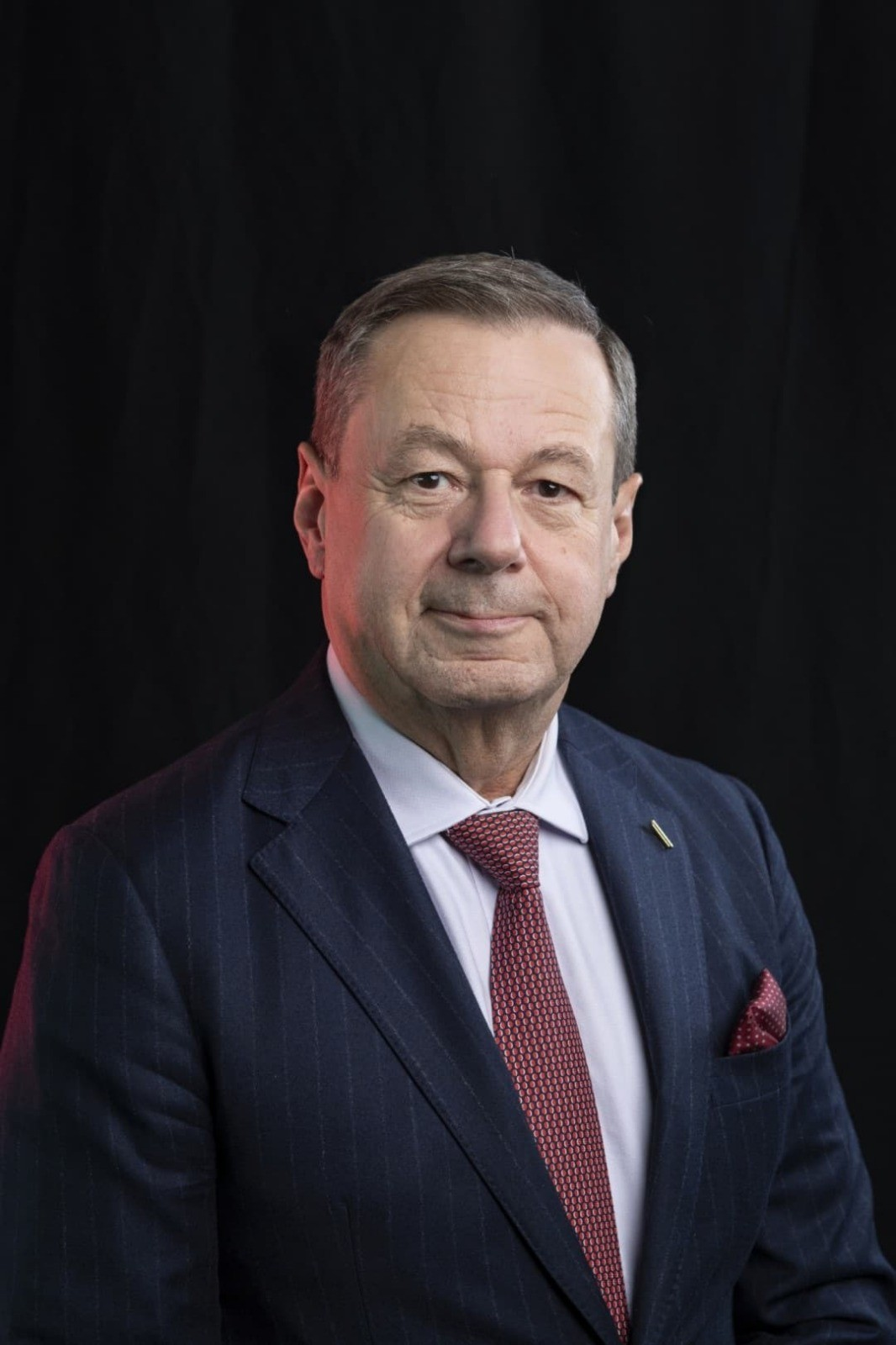
JUDr. Jaromír Císař, Ph.D.

Jaromír Císař je český advokát, insolvenční správce a rozhodce. Je společníkem advokátní kanceláře PORTOS. Vedle praktických právních otázek, zejména z oblasti obchodního a insolvenčního práva, se věnuje právním dějinám a rovněž ústavnímu právu. Přednáší na Právnické fakultě UK v Praze a pravidelně publikuje odborné texty. Působí ve správní radě nadačního fondu Bohemian Heritage Fund.

## Život
Po ukončení studií na Právnické fakultě Univerzity Karlovy v Praze působil jako odborný asistent na Katedře právních dějin Právnické fakulty Univerzity Karlovy, na začátku devadesátých let absolvoval studijní stáž na pařížské Sorbonně.
Od roku 1993 se věnuje advokacii, kdy se svými společníky prof. JUDr. Zdeňkem Češkou, CSc. a JUDr. Pavlem Smutným založili vlastní advokátní kancelář CÍSAŘ, ČEŠKA, SMUTNÝ, s.r.o., dnes 2. největší advokátní kancelář v Česku, vystupující od 1. března 2024 pod názvem PORTOS, advokátní kancelář s.r.o. Kancelář se vedle komplexního právního poradenství věnuje také otázkám spojeným s poradenství managementu, společenskou odpovědností a umělou inteligencí. Opakovaně byla oceněna titulem Právnická firma roku v oblasti pro bono a společenské odpovědnosti ESG.
V současné době působí Jaromír Císař mimo jiné jako ohlášený společník insolvenční správy či rozhodce Rozhodčího soudu při Hospodářské komoře ČR a Agrární komoře ČR v Praze. Rovněž přednáší dějiny práva na Právnické fakultě Univerzity Karlovy v Praze. Jaromír Císař je autorem řady odborných publikací, článků a právnických učebnic. Pravidelně také přednáší na odborných konferencích.
V roce 2009 se podílel na založení fondu Bohemian Heritage Fund, který slouží pro podporu českého kulturního dědictví.

## Účast v mediálně známých kauzách
Zastupování Českých drah při převodu železničních stanic v hodnotě 3,25 miliardy korun na Správu železniční dopravní cesty.

## Některá díla
Jaromír Císař: Moc a síla prezidentů Francouzské republiky. V Plzni: Vydavatelství a nakladatelství Aleš Čeněk s.r.o., 2023, 292 str. ISBN 978-80-7380-904-1
Odborná publikace se zaměřuje na ústavní a politický systém Francouzské páté republiky, s důrazem na instituci prezidenta. Analyzuje postavení francouzského prezidenta jako klíčové postavy politického systému a zkoumá, co skutečně zakládá jeho výjimečné mocenské postavení – zda jde o formální ústavní pravomoci, přímou lidovou volbu, nebo spíše o konkrétní mocenské konstelace v rámci stranického systému. Publikace je určena nejen odborné veřejnosti z oblasti ústavního práva a politologie, ale i širšímu okruhu čtenářů se zájmem o francouzskou politiku a komparativní ústavní systémy. 
Kolektiv autorů. Právnický stav a právnické profese v minulosti. V Praze: Wolters Kluwer, 2016. 280 str. ISBN 978-80-7552-030-2
Kolektiv autorů. Dějiny evropského kontinentálního práva. Vyd. 3. V Praze: Nakladatelství Leges, 2010. 808 str. ISBN 978-80-87212-54-7